# Edward H. Robitzek
Edward Heinrich Robitzek (* 1912 in New York City; † 20. Februar 1984 in Salisbury (Maryland)) war ein US-amerikanischer Mediziner, Lungenfacharzt und Tuberkulose-Experte auf Staten Island.
Robitzek studierte Medizin an der Colgate University und der Columbia University (College of Physicians and Surgeons). Nach dem Abschluss war er zwei Jahre Arzt im Praktikum (Internship) am Fordham Hospital. Seit 1941 war er am Sea View Hospital and Home auf Staten Island in New York. 1973 trat er dort von seiner Position als Chefarzt zurück, hatte noch zwei Jahre eine Privatpraxis auf Staten Island und zog dann nach Maryland, wo er einmal in der Woche an einer lokalen Lungenklinik arbeitete.
1951 erprobte er mit Irving Selikoff am Sea View Hospital (damals eine der Hauptkliniken für Tuberkulose in New York City) das Chemotherapeutikum gegen Tuberkulose Isoniazid, das sich als großer Fortschritt erwies. 1955 erhielten sie dafür den Lasker~DeBakey Clinical Medical Research Award.